# Ägyptische Marine
Die Ägyptische Marine (arabisch القوات البحرية المصرية, DMG al-Quwwāt al-Baḥriyya al-Miṣriyya) sind die Seestreitkräfte von Ägypten. Die Marine gehört zu den Streitkräften Ägyptens und hat eine Personalstärke von 18.500 Soldaten. Kommandeur der Seestreitkraft ist seit Dezember 2021 der Konteradmiral Ashraf Ibrahim Atwa Megahed.

## Ausrüstung
Daten aus:

### U-Boote
| Klasse            | Bild | Herkunft            | Anzahl | Schiffe         | Schiffe         | Anmerkungen                    |
| Klasse            | Bild | Herkunft            | Anzahl | Name            | Kennung         | Anmerkungen                    |
| ----------------- | ---- | ------------------- | ------ | --------------- | --------------- | ------------------------------ |
| Projekt 633       |      | Volksrepublik China | 4      |                 | 849 852 855 858 |                                |
| U-Boot-Klasse 209 |      | Deutschland         | 4      | S41 S42 S43 S44 | 861 864 867 870 | Auslieferung von 2016 bis 2021 |

### Fregatten
| Klasse                        | Bild | Herkunft            | Anzahl | Schiffe                                | Schiffe                 | Anmerkungen |
| Klasse                        | Bild | Herkunft            | Anzahl | Name                                   | Kennung                 | Anmerkungen |
| ----------------------------- | ---- | ------------------- | ------ | -------------------------------------- | ----------------------- | --- |
| Al-Aziz-Klasse (MEKO A-200EN) |      | Deutschland         | 3      | Al-Aziz Al-Qahhar Al-Qadeer            | F904 F905 F909          | Deutschland genehmigte im Dezember 2021 die Lieferung der Fregatten. Das erste der vier Schiffe wurde im Oktober 2022 an Ägypten übergeben. Das letzte Schiff soll in Ägypten gebaut werden. |
| Oliver-Hazard-Perry           |      | Vereinigte Staaten  | 4      | Sharm El-Sheikh Toshka Alexandria Taba | F901 F906 F911 F916     | |
| FREMM                         |      | Frankreich Italien  | 3      | Tahya MisrAl Galala Bernees            | FFG1001 FFG1002 FFG1003 | |
| Knox                          |      | Vereinigte Staaten  | 2      | Damyat Rasheed                         | F961 F966               | |
| Typ 053                       |      | Volksrepublik China | 2      | El Najim Al Zafir El Naser             | 951 956                 | |

### Korvetten
| Klasse      | Bild | Herkunft   | Anzahl | Schiffe                          | Schiffe         |
| Klasse      | Bild | Herkunft   | Anzahl | Name                             | Kennung         |
| ----------- | ---- | ---------- | ------ | -------------------------------- | --------------- |
| Gowind      |      | Frankreich | 4      | El Fateh Port Said El Moez Luxor | 971 976 981 986 |
| Descubierta |      | Spanien    | 2      | Abu Qir El Suez                  | F941 F946       |
| Pohang      |      | Südkorea   | 1      | Shabab Misr                      | 1000            |

### Flugkörperschnellboote und Schnellboote
| Klasse            | Bild | Herkunft               | Anzahl | Schiffe                                                                | Schiffe                         | Anmerkungen                                                |
| Klasse            | Bild | Herkunft               | Anzahl | Name                                                                   | Kennung                         | Anmerkungen                                                |
| ----------------- | ---- | ---------------------- | ------ | ---------------------------------------------------------------------- | ------------------------------- | ---------------------------------------------------------- |
| Ambassador MK III |      | Vereinigte Staaten     | 4      | Suleiman Ezzat Fuad Zekry Mahmoud Fahmy Ali Gad                        | 682 684 686 688                 |                                                            |
| Tarantul          |      | Russland               | 1      | Ahmed Fadel                                                            | 801                             |                                                            |
| Ramadan           |      | Vereinigtes Königreich | 6      | Ramadan Khyber El Kadessaya El Yarmouk Badr Hettein                    | 670 672 674 676 678 680         |                                                            |
| Tiger             |      | Deutschland Frankreich | 5      | 23 Yuliu 6 Uctubar 21 Uctubar 18 Yuniu 25 Abril                        | 601 602 603 604 605             |                                                            |
| Typ 037           |      | Volksrepublik China    | 8      | Al Nour Al Hadi Al Hakim Al Wakil Al Qatar Al Saddam Al Salam Al Rafia | 431 433 436 439 442 445 448 451 | 3 Schiffe davon in Reserve; wird als U-Jagd-Boot verwendet |
| Osa               |      | Sowjetunion            | 12     |                                                                        |                                 |                                                            |
| Typ 024           |      | Volksrepublik China    | 6      |                                                                        | 609 611 613 614 615 616         | 2 Schiffe davon in Reserve                                 |
| October           |      | Ägypten                | 6      |                                                                        | 781 783 785 787 789 791         | 1 Schiff davon in Reserve                                  |
| Shershen          |      | Sowjetunion            | 5      |                                                                        | 753 755 757 759 761             | 2 weitere Boote dienen als Patrouillenboot                 |

### Patrouillenboote
| Klasse  | Bild | Herkunft            | Anzahl | Schiffe | Schiffe         |
| Klasse  | Bild | Herkunft            | Anzahl | Name    | Kennung         |
| ------- | ---- | ------------------- | ------ | ------- | --------------- |
| Kaan 20 |      | Türkei              | 6      |         |                 |
| Typ 062 |      | Volksrepublik China | 4      |         | 793 795 797 799 |

### Minenabwehrfahrzeuge
| Klasse      | Bild | Herkunft           | Anzahl | Schiffe                       | Schiffe         |
| Klasse      | Bild | Herkunft           | Anzahl | Name                          | Kennung         |
| ----------- | ---- | ------------------ | ------ | ----------------------------- | --------------- |
| Osprey      |      | Vereinigte Staaten | 2      | Al Siddiq Al Farouk           | 521 524         |
|             |      | Vereinigte Staaten | 3      | Dat Assawari Navarin Burullus | 542 545 548     |
|             |      | Vereinigte Staaten | 2      | Safaga Abu El Ghoson          | RSV1 RSV2       |
| Projekt 254 |      | Sowjetunion        | 3      | Dakahliya Sinai Assiut        | 507 513 516     |
| Projekt 266 |      | Sowjetunion        | 4      | Ghiza Aswan Qena Sohag        | 530 533 536 539 |

### Hubschrauberträger
| Klasse  | Bild | Herkunft   | Anzahl | Schiffe                           | Schiffe   | Anmerkungen                                            |
| Klasse  | Bild | Herkunft   | Anzahl | Name                              | Kennung   | Anmerkungen                                            |
| ------- | ---- | ---------- | ------ | --------------------------------- | --------- | ------------------------------------------------------ |
| Mistral |      | Frankreich | 2      | Gamal Abdel Nasser Anwar al-Sadat | 1010 1020 | beide Schiffe waren eigentlich für Russland vorgesehen |

### Landungsschiffe
| Klasse      | Bild | Herkunft    | Anzahl | Schiffe | Schiffe                             |
| Klasse      | Bild | Herkunft    | Anzahl | Name    | Kennung                             |
| ----------- | ---- | ----------- | ------ | ------- | ----------------------------------- |
| EDA-R       |      | Frankreich  | 2      |         | GN011 GN021                         |
| CTM-NG      |      | Frankreich  | 4      |         | GN012 GN013 AS022 AS023             |
| Projekt 106 |      | Sowjetunion | 9      |         | 330 332 334 336 338 340 342 344 346 |

### Hilfsschiffe
| Klasse       | Bild | Herkunft               | Funktion          | Anzahl | Schiffe  | Schiffe | Anmerkungen         |
| Klasse       | Bild | Herkunft               | Funktion          | Anzahl | Name     | Kennung | Anmerkungen         |
| ------------ | ---- | ---------------------- | ----------------- | ------ | -------- | ------- | ------------------- |
| Lüneburg     |      | Deutschland            | Versorgungsschiff | 1      | Shalatin | 230     |                     |
| Westerwald   |      | Deutschland            | Versorgungsschiff | 1      | Halaib   | 231     |                     |
| Fort Rosalie |      | Vereinigtes Königreich | Versorgungsschiff | 2      |          |         | 2021 gekauft        |
| Toplivo      |      |                        | Tanker            | 7      |          |         | 1 Schiff in Reserve |
| Okhtensky    |      | Sowjetunion            | Schlepper         | 5      |          |         |                     |

5 weitere Versorgungsschiffe stehen der Marine zur Verfügung.

### Schulschiffe
| Klasse | Bild | Herkunft               | Anzahl | Schiffe     | Schiffe | Anmerkungen                          |
| Klasse | Bild | Herkunft               | Anzahl | Name        | Kennung | Anmerkungen                          |
| ------ | ---- | ---------------------- | ------ | ----------- | ------- | ------------------------------------ |
| Z      |      | Vereinigtes Königreich | 1      | El Fateh    |         | Vermutlich nicht Einsatzbereit       |
|        |      | Vereinigtes Königreich |        | El Mahrousa |         | Dient auch als Yacht des Präsidenten |

Des Weiteren verfügt die Marine über zwei weitere Schulschiffe.

### Küstenverteidigung
| Typ    | Bild | Herkunft           | Funktion          |
| ------ | ---- | ------------------ | ----------------- |
| SM-4-1 |      | Sowjetunion        | Küstengeschütz    |
| 4K87   |      | Sowjetunion        | Seezielflugkörper |
| Otomat |      | Frankreich Italien | Seezielflugkörper |

## Küstenwache

Kennzeichnung am Schiffsrumpf der ägyptischen Küstenwache

Die ägyptische Küstenwache hat eine Personalstärke von 2.000 Angehörigen und ist für den Schutz der Küstengewässer Ägyptens zuständig.

### Patrouillenboote
- 5× Swiftship Protector ( Vereinigte Staaten)
- 6× Crestitalia-Klasse ( Italien)
- 12× Peterson ( Vereinigte Staaten)
- 25× Swiftships ( Vereinigte Staaten)
- 21× Timsah-Klasse ( Ägypten)
- 12× Sea Spectre MkIII ( Vereinigte Staaten)
- 3× Typ 83 ( Ägypten)
- 5× Nisr-Klasse ( Ägypten)

## Ränge
| Dienstgradgruppe  | Generale    | Generale    | Generale      | Generale  | Stabsoffiziere  | Stabsoffiziere   | Stabsoffiziere   | Hauptleute / Leutnante | Hauptleute / Leutnante | Hauptleute / Leutnante | Offizieranwärter |
| ----------------- | ----------- | ----------- | ------------- | --------- | --------------- | ---------------- | ---------------- | ---------------------- | ---------------------- | ---------------------- | ---------------- |
| Schulterklappe    |             |             |               |           |                 |                  |                  |                        |                        |                        |                  |
| Ärmelabzeichen    |             |             |               |           |                 |                  |                  |                        |                        |                        |                  |
| Dienstgrad        | Admiral     | Vizeadmiral | Konteradmiral | Kommodore | Kapitän zur See | Fregattenkapitän | Korvettenkapitän | Kapitänleutnant        | Oberleutnant zur See   | Leutnant zur See       | kein Äquivalent  |
| Arab. Bezeichnung | Fariq Awwal | Fariq       | Liwa          | Amid      | Akid            | Mukaddim         | Raid             | Naquib                 | Mulazim Awwal          | Mulazim                |                  |